# Конні Полерс
Конні Полерс (нім. Conny Pohlers; 16 листопада 1978, Галле (Саксонія-Ангальт) — колишня німецька футболістка. Чемпіонка світу та чемпіонка Європи у складі  жіночої збірної Німеччини з футболу

## Ігрова кар'єра
Конні Полерс почала займатись футболом в клубі «ФСВ 67 Галле». Професійно кар'єру розпочала в ЖФК «Турбіне» з Потсдаму. 
За час виступів змінила кілька німецьких клубів: «Нідеркірхен», «Франкфурт» та «Вольфсбург». Також під час оренд виступала в командах з США. 
За свою клубну кар'єру чотири рази вигравала Лігу чемпіонів УЄФА (2004—05, 2007—08, 2012—13, 2013—14).  
Конні Полерс входить в список з п'яти кращих бомбардирок в історії Ліги чемпіонів УЄФА 
Після сезону 2013—2014 Конні Полерс завершила кар'єру. 

## Збірна
Дебютувала у складі національної збірної Німеччини 10 травня 2001 року у матчі проти Італії.  
У складі збірної ставала чемпіоном світу, що проходив в США та чемпіоном Європи, який проводили в Англії. 

## Досягнення
Командні
- Бундесліга
  -  Переможниця (3): 2003—04, 2005—06, 2012—13
- Кубок Німеччини
  -  Володарка (4): 2003—04, 2004—05, 2005—06, 2012—13
- Ліги чемпіонів УЄФА
  -  Переможниця (4):  2004—05, 2007—08, 2012—13, 2013—14

Збірна
- Чемпіон світу : 
  -  Чемпіон (1):  2003
- Чемпіонат Європи : 
  -  Чемпіон (1): 2005
- Олімпійскі ігри: 
  -  Бронза (2): 2004, 2008